# Lj
『Lj』（エルジェイ）は、2005年11月から発行されている季刊誌。（春・夏・秋・冬発行）。

## 概要
『Lj』は2005年にハリケーン・カトリーナを受けて「貧困の側面よりカルチャー面からニューオーリンズを伝えたい」としてはじまった。
季刊誌のフリーペーパーとして発行されている。
〈音楽〉と〈旅〉をテーマにし、それらにまつわるカルチャーやシーンを紹介。フリーのメディアとして独特な情報提供をしている。
さまざまなアーティストのインタビューやコラムを交えながら企画に合わせオーガニックに気をつかい、ナチュラルなテイストや、アウトドアスタイルが好きな人へライフスタイルを紹介するカルチャー誌。全国の飲食店、CDショップ、セレクトショップ、ライブハウスなどで手に入れる事ができ、大型の野外フェスなどのイベント会場などでも、頻繁に出店ブースを見かけ入手する事ができる。
編集長は菊地崇。
配付場所の一覧はHPのショップリストにて掲載してある。

## Festival Trip
2011年から夏フェスシーズン前に発行される号は「−Festival Trip−」と題し発行され、100程度のフェスのアナウンスがされておりフェスフリークからの支持が高い。
2010年は〈ニューオーリンズ・ジャズ&ヘリテッジ・フェスティバル〉、2011年は〈コーチェラ・フェスティバル〉、2012年は〈Hangout Music Festival〉などと、海外のフェスに取材に行くのも特徴的である。
2013年は10周年を迎えたアーカンソー州にて開催されている〈Wakarusa Music and Camping Festival〉へ取材を行っている。
アウトドアショップやCDショップでの「夏フェス特集」ブースには必ずと言っていいほど設置してある。部数、ページ数共に通常号よりも多く発行されている。

## バックナンバー
- No.001 2005.11.15発行 『We save NewOrleans ニューオーリンズの輝きをもう一度』
- No.002 2006.02.24発行 『Beach Culture 豪州のビーチカルチャー』
- No.003 2006.06.15発行 『Gate of SUMMER FEST 野外フェスティバルにようこそ』
- No.004 2006.09.21発行 『Peace Forever 合い言葉はピース！』
- No.005 2006.12.08発行 『Alternative Life@Shonan 湘南オルタナティブライフ』
- No.006 2007.03.15発行 『HEMP NOW ヘンプを巡る物語。』
- No.007 2007.06.29発行 『All About Summer Fest やっぱり野外フェスがサイコー！』
- No.008 2007.09.29発行 『Wind from Colorado コロラドからの風』
- No.009 2007.12.10発行 『Cycle-Bound 自転車旅へ。』
- No.010 2008.03.14発行 『WHAT’S ORGANIC？ オーガニックってなに？』
- No.011 2008.06.26発行 『Acoustic Vibes アコースティック･ヴァイブレーション
- No.012 2008.09.19発行 『Endless Summer 夏は終わらない』
- No.013 2008.12.12発行 『Rhythm in the Future リズムの行方。』
- No.014 2009.06.11発行 『YOKOHAMA B-SIDE もうひとつの横浜。』
- No.015 2009.06.30発行 『ALTERNATIVE AUSTRALIA オージー・ウェイブ』
- No.016 2009.09.29発行 『MUSIC TRIP in SUMMER 09 音旅夏旅。』
- No.017 2009.12.11発行 『THINK GLOBALLY, ACT LOCALLY 自分たちの住む場所。』
- No.018 2010.03.19発行 『UNIVERSAL GROOVE 世界基準のグルーヴ』
- No.019 2010.06.29発行 『Festival Trip 2010 一期一会の音旅夏旅へ。』
- No.020 2010.09.27発行 『Summer Trip 2010 音を巡る冒険。』
- No.021 2010.12.17発行 『Fall Camp. Fall Fest 秋(フェス)キャンプ充満』
- No.022 2011.03.30発行 『NEXT STEP』
- No.023 2011.06.30発行 『Festival Trip 2011 今年も、音楽の夏旅に。』
- No.024 2011.09.29発行 『それぞれの夏。Action for the Future』
- No.025 2011.12.22発行 『NNER LIGHT 内なる光へ 身体が教えてくれること』
- No.026 2012.03.23発行 『Life after 311 ありふれた暮らしへ。』
- No.027 2012.07.06発行 『Festival Trip 2012 野外フェスとその先にあるもの。』
- No.028 2012.10.12発行 『No Nukes Our Future』
- No.029 2013.01.18発行 『WIND FROM OKINAWA 沖縄から』
- No.030 2013.04.16発行 『COUNTER AGE カウンターカルチャーの子ども達』
- No.031 2013.06.29発行 『Festival Trip 2013 JUNE IN THE FOREST 森の中の６月』